# Église Saint-Jean-Marie-Vianney de Dardilly
L'église Saint-Jean-Marie Vianney de Dardilly est un édifice religieux catholique situéu 12 avenue de Verdun à Dardilly. 
L'édifice a d'abord été placé sous le patronage de saint Pancrace puis en 1973 sous le patronage de saint Jean-Marie Vianney, saint patron « de tous les curés du monde » né  à Dardilly.

## Histoire
L'église de style néo-roman est construite de 1852 à 1869 sur l’emplacement de l’ancien édifice et du cimetière. De l'ancien édifice il ne reste qu'un bénitier en pierre et la cuve baptismale en cuivre rouge datant de 1600, dans lequel Jean-Marie Vianney, le futur curé d’Ars, a été baptisé en 1786 alors qu'il était encore installé dans une autre église. Ce baptistère a connu une restauration en 1986, avec l'ajout d'un support figurant des mains.
En 1904 le radius de Jean-Marie Vianney a été détaché de son corps pour être confié à la paroisse. Il est depuis lors exposé dans un reliquaire de l'église.
Il y est également conservé un ciboire ayant appartenu à Jean-Marie Vianney.

## Architecture
L'architecture de l'église est d'un style néo-roman caractéristique du XIXe siècle français. Elle compte trois nefs et un transept. 
Elle est construite en pierres de diverses natures : gneiss et grès repris à un ancien rempart, calcaire, ainsi que de la pierre de taille de Cruas pour le portail et les éléments sculptés. Le toit est essentiellement posé en tuiles rondes, ainsi qu'en ardoise pour la flèche du clocher.
Les vitraux, créés vers 1860 représentent Jean-Marie Vianney avec ses parents, ses grands-parents ainsi que la maison natale. Il y est également représenté  Benoît-Joseph Labre qui selon la légende aurait prédit la naissance de Jean-Marie.
Le coq au sommet du clocher est exposé à 57 mètres de hauteur en 2007.
Le tympan, la surface sculptée au-dessus du portail d’entrée date de 2009.  C’est l’œuvre d’un sculpteur d’Ars et représente le visage et les bras ouverts du saint en geste d’accueil.

## Équipement
L'église contient un orgue depuis 1948. Il a connu une restauration entre 1984 et 1985.